# Albugnano (vino)
Albugnano è una DOC riservata ad alcuni vini a base Nebbiolo, la cui produzione è consentita nella provincia di Asti.

## Zona di produzione
La zona di produzione comprende l'intero territorio dei comuni di Albugnano, Pino d'Asti, Castelnuovo Don Bosco e Passerano Marmorito, in provincia di Asti..
Milioni di anni fa la alta collina di Albugnano era un atollo che emergeva nel golfo di mare che si sarebbe prosciugato successivamente, per dare origine al Monferrato. Ecco perché la parte alta di Albugnano è caratterizzata da terreni antichissimi, le marne del Miocene. Le alte colline del Monferrato sono caratterizzate da una piovosità superiore rispetto alla media della zona. 
Dal punto di vista climatico, nella zona prevale uno stile continentale, con stagioni estive solitamente caratterizzate da brezze costanti e venti leggeri, grazie alla ricca presenza di boschi e alla buona altitudine delle colline. Questo crea un clima favorevole alla viticoltura, soprattutto per il Nebbiolo, che - durante la fase di maturazione dell'uva - apprezza le escursioni termiche tra giorno e notte che favoriscono l'accumulo di zuccheri, la lenta degradazione dell'acidità e un importante sviluppo aromatico.

## Storia
In passato il vitigno Nebbiolo era diffuso nell'astigiano: lo comprovava Pier De Crescenzi nel XIV secolo, dichiarando «Quest'uva Nubiola è molto lodata nella città di Asti e in quelle parti»; nel medesimo periodo viene citato nel catasto di Chieri. Dopo l'arrivo della Fillossera il vitigno venne ripiantato solamente nella piccola enclave intorno ad Albugnano.
Le prime notizie dei vini di Albugnano risalgono al 1148. La storia di questi vini, dell’Abbazia di Vezzolano e dell’aristocrazia sabauda s’intrecciano nei secoli. 
Nel 1868 il Nebbiolo spumante di Albugnano viene premiato all’Esposizione di Asti, ma è con il riconoscimento della DOC (Gazzetta Ufficiale del 17 maggio 1997) che l’Albugnano inizia una nuova fase di crescita.
Nel 2017, alcuni produttori della zona fondano l’Associazione Albugnano549, per sostenere l’identità enologica, storica, culturale, ambientale e socioeconomica del territorio di produzione dell’Albugnano DOC.  
Il 12 aprile 2019 alcuni produttori dell’Albugnano Doc e il Comune di Albugnano hanno dato vita all’Enoteca Regionale dell’Albugnano. Lo scopo è quello di valorizzare i vini, i prodotti agroalimentari e artigianali del territorio di produzione dell’Albugnano Doc e delle aree limitrofe, in particolare i paesi della Collina Torinese e quelli del Nord Astigiano. 

## Tecniche di produzione
L'assemblaggio con Bonarda, Barbera e Freisa era pratica tradizionale locale. Ad oggi la totalità dei produttori di Albugnano DOC sceglie di produrre con uve 100% Nebbiolo. 
La forma di allevamento deve essere la controspalliera. 
I vini Albugnano Doc si ottengono con una tradizionale vinificazione “in rosso”. Le macerazioni, quando effettuate a temperatura controllata e per una durata non troppo lunga, mantengono gli interessanti sentori primari. Un affinamento, senza l’uso invasivo delle botti di legno tostato, ammorbidisce i tannini, con lo sviluppo di interessanti sentori terziari.  
Per tutte le tipologie è consentita la dizione "vigna" purché le uve presentino gradazione alcolica di almeno 11,50% vol. 
Le operazioni di vinificazione ed elaborazione possono essere condotte nell'intero territorio amministrativo del Piemonte.

## Disciplinare
La DOC Albugnano è stata istituita con DM 06.05.1997 pubblicato sulla Gazzetta Ufficiale n. 113 del 17.05.1997
 Successivamente è stato modificato con 
- DM 30.11.2011 G.U. 295 – 20.12.2011
- DM 12.07.2013 Pubblicato sul sito ufficiale del Mipaaf
- La versione in vigore è stata approvata con DM  07.03.2014 pubblicato sul sito ufficiale del Mipaaf[1]

## Tipologie

### Albugnano
Per la tipologia di vino rosso è consentita la menzione Superiore purché le uve abbiano titolo alcolometrico naturale di almeno 11,50% vol. e il vino venga invecchiato per un anno, di cui almeno 6 mesi in botti di rovere.
|                                | Rosso                                                                              | Rosato                                                                             | Rosso superiore                                                                    |
| uvaggio                        | Nebbiolo: 85% minimo; Freisa, Barbera, Bonarda, anche congiuntamente, 15% massimo. | Nebbiolo: 85% minimo; Freisa, Barbera, Bonarda, anche congiuntamente, 15% massimo. | Nebbiolo: 85% minimo; Freisa, Barbera, Bonarda, anche congiuntamente, 15% massimo. |
| titolo alcolometrico minimo    | 11,50% vol.                                                                        | 11,00% vol.                                                                        | 11,50% vol                                                                         |
| acidità totale minima          | 5,00 g/l.                                                                          | 5,00 g/l.                                                                          | 5,00 g/l.                                                                          |
| estratto secco minimo          | 19,00 g/l                                                                          | 17,00 g/l.                                                                         | 19,00 g/l                                                                          |
| resa massima di uva per ettaro | 85 q.                                                                              | 85 q.                                                                              | 85 q.                                                                              |
| resa massima di uva in vino    | 70%                                                                                | 70%                                                                                | 70%                                                                                |